# Arkadij Karakatienko
Arkadij Gierasimowicz Karakatienko, ros. Аркадий Герасимович Каракатенко (ur. 8 lutego 1900 r. w Targowicy, zm. 28 grudnia 1970 r. w Monachium) – radziecki dziennikarz, poeta i pisarz, działacz literacki, kolaboracyjny dziennikarz i publicysta podczas II wojny światowej, emigracyjny pisarz, literaturoznawca i publicysta.

## Życiorys
W wieku kilkunastu lat zaczął pisać wiersze. Używał pseudonimu „Igor Swobodzin”. W 1922 r. ukończył studia na wydziale fizyczno-matematycznym. Następnie został dziennikarzem w lokalnej prasie na sowieckiej Ukrainie. W 1925 r. uczestniczył w I wszechzwiązkowej konferencji pisarzy proletariackich. Jednocześnie w latach 20. był członkiem grupy literackiej „Pieriewał”. Na pocz. lat 30. napisał książkę pt. „Put´ pobieditielej”, której nakład został w całości skonfiskowany. W 1937 r. został aresztowany przez NKWD. Po ataku wojsk niemieckich na ZSRR 22 czerwca 1941 r., zmobilizowano go do Armii Czerwonej. Wkrótce dostał się do niewoli. Podjął kolaborację z Niemcami. Pod pseudonimami „Arkadij Gajew” i „Igor Swobodzin” pisał artykuły do różnych pism kolaboracyjnych. W 1943 r. został redaktorem naczelnym pskowskiego pisma „Za Rodinu”, a następnie ryskiego czasopisma literacko-artystycznego „Wolnyj pachar´”. W II poł. 1943 r. stał na czele grupy propagandowej przy Oddziale A Hauptkommando „Russland Mitte”. Jednocześnie był wykładowcą propagandy w niemieckiej szkole wywiadowczej w miasteczku Pieczki pod Pskowem. W wyniku ofensywy Armii Czerwonej ewakuował się w głąb Niemiec. Po zakończeniu wojny przebywał w obozach dla uchodźców cywilnych. Wydał tam 2 numery pisma „Swoboda”. Następnie zamieszkał w Monachium. Pracował w Instytucie Badań nad Historią i Kulturą ZSRR. Pisał też artykuły do prasy emigracyjnej, w tym na tematy literackie. W II poł. lat 50. był autorem 2 broszur pt. „Cenzura sowietskoj pieczati” i „Dwadciat´ pjat´ rokiw żyttia ukrajińskoho hromadianina w SSSR” (po ukraińsku). W latach 60. napisał po angielsku 2 kolejne broszury pt. „Youth in ferment” i „The great decade in Soviet agriculture”.